# Until You Call on the Dark
Until You Call On The Dark – singel promujący album Danzig 4 amerykańskiego zespołu Danzig. Wydany we wrześniu 1994 roku.

## Utwory
1. "Until You Call On The Dark" – 4:25

## Twórcy
- Glenn Danzig – śpiew
- Eerie Von – gitara basowa
- John Christ – gitara
- Chuck Biscuits – perkusja
- Rick Rubin – produkcja

## Wideografia
- "Until You Call On The Dark" – 1994